# Grant Haskin
Grant Haskin, né en 1968 au Cap, est un homme politique sud-africain, membre du parti chrétien démocrate africain (ACDP).

## Biographie
Membre du Parlement du Cap-Occidental de 2004 à 2007, il est adjoint au maire de la ville du Cap de novembre 2007 à mai 2009, et à ce titre, il exerce les fonctions de maire par intérim du 29 avril au 12 mai 2009 à la suite de la démission d'Helen Zille appelée à devenir Premier ministre de la province du Cap-Occidental. Il quitte ses fonctions peu après à la suite de la rupture politique entre l'ACDP et l'Alliance démocratique.